# مارتي إسن
مارتي إسن (بالإنجليزية: Marty Essen)‏ هو مصور أمريكي، ولد في 2 فبراير 1962.